# Piculus
Piculus este un gen de păsări din familia ciocănitoarelor, Picidae, care se găsesc în America Centrală și de Sud.

## Taxonomie
Genul a fost introdus de naturalistul german Johann Baptist von Spix în 1824. Specia tip a fost ulterior desemnată ca ciocănitoarea verde-aurie (Piculus chrysochloros) de către ornitologul american Harry C. Oberholser în 1923. Numele generic este un diminutiv al cuvântului latin picus care înseamnă „ciocănitoare”.
Genul face parte din subfamilia ciocănitoarelor Picinae și este înrudit cu genul Dryocopus, ale cărui specii se găsesc în Eurasia și America. Genul conține șapte specii:
| Imagine | Denumire științifică  | Nume comun                        | Distribuție |
| ------- | --------------------- | --------------------------------- | --- |
|         | Piculus simplex       |                                   | Costa Rica, Honduras, Nicaragua și Panama. Anterior considerată o subspecie a ciocănitoarei cu gât alb.                                        |
|         | Piculus callopterus   |                                   | Panama. Anterior considerată o subspecie a ciocănitoarei cu gât alb.                                                                           |
|         | Piculus litae         |                                   | vestul Columbiei și nord-vestul Ecuadorului |
|         | Piculus leucolaemus   | Ciocănitoare cu gât alb           | Bazinul Amazonului, Brazilia, în special în Ecuador, Peru și Bolivia                                                                           |
|         | Piculus flavigula     | Ciocănitoare cu gât galben        | Brazilia și întregul bazin amazonian; de asemenea, în Guyana, Bolivia, Columbia, Ecuador, Guyana Franceză, Guyana, Peru, Suriname și Venezuela |
|         | Piculus chrysochloros | Ciocănitoare verde-aurie          | Bazinul Amazonului în țările Argentina, Bolivia, Brazilia, Ecuador, Guyana Franceză, Guyana, Paraguay, Peru și Suriname                        |
|         | Piculus aurulentus    | Ciocănitoare cu sprâncene galbene | Argentina, Brazilia și Paraguay. |

Alte cinci specii, anterior plasate aici, sunt acum în Colaptes.